# Yak (band)
Yak is een Britse muziekgroep, die maar kort bestaan heeft. De band komt uit de regio rondom Loughton en Ongar en werd in 1982 opgericht. Het waren destijds moeilijke tijden voor bands uit de progressieve rock en de band ging dan ook in 1984 ter ziele. De musici ging zonder een muziekalbum te hebben gemaakt uit elkaar. Origineel lid van de band Martin Morgan bleef echter muziek maken en kwam uiteindelijk in 2004 met het album Dark Side of the Duck. De geluiden van de meeste muziekinstrumenten werden ontlokt aan de synthesizer. Het album, dat via internet redelijk verkocht, vroeg om een opvolger; die kwam er eerst in de gedaante van Does Your Yak Bite? en The Rutland Chronicles. De dan eenmansband bleef echter grotendeels onbekend, ook binnen hun eigen niche. Ook het album The Journey of the Yak deed er een tijdje over om het publiek te bereiken. Eenmaal ontdekt kreeg het lovende kritieken binnen de progressieve rock.
De stijl is puur retro, terug naar de tijden van vroege Genesis en Camel.

## Discografie
- 2004: Dark Side of the Duck
- 2005: Does Your Yak Bite?
- 2006: The Rutland Chronicles
- 2008: The Journey of the Yak
- 2015: Quest for the Stones